# Mosaïque de la flûte de Pan
La mosaïque de la flûte de Pan dite aussi mosaïque Vaubecour est un des fragments de mosaïque gallo-romaine mis au jour en 1966 lors de travaux au 17 rue Vaubecour, dans le quartier de la Presqu'île, à Lyon. Elle est exposée au musée Lugdunum.

## Localisation
Lors de l'ouverture de la rue Vaubecour en 1728, les ouvriers découvrent « quantité de mosaïques » dans les bâtiments qui la bordent et des vestiges d’habitations romaines. L'emplacement correspond à l'antique quartier des canabae, faubourg de la colonie romaine de Lugdunum entre les cours de la Saône et du Rhône. La grande Mosaïque des Jeux du cirque a été découverte entre 1806 et 1809 dans la rue Jarente, perpendiculaire à la rue Vaubecour. 

## Fouille archéologique
Au n° 17 de la rue Vaubecour, en novembre 1966, lors de la démolition de la maison Cateland, cinq pavements gallo-romains sont mis à jour dans la moitié est de la parcelle fouillée.
Au niveau du sol naturel soit à 2,3 m au-dessous du niveau moderne, un sol de briques disposées à plat et de plaques de marbre. À 2 m de profondeur sont dégagées deux mosaïques séparées par un espace d’une quinzaine de mètres. Le premier pavement posé sur un béton de 20 cm d’épaisseur est très dégradé. Le second pavement est supporté par une rangée de pierres maçonnées recouverte de plusieurs couches de mortier. Le fragment récupéré, la mosaïque à la flûte de Pan, est offert par l’architecte Jean Cateland  au Musée archéologique de Lyon.
Ce premier niveau de décor est recouvert d’une couche de destruction. À 1,6 m, un lit de pose en béton de tuileau couvre une surface de 4,40 × 2,30 m au minimum. , sont trouvés quatre fragments d’une mosaïque polychrome. Un fragment montre un motif d’étoiles dessinées en noir sur fond blanc avec des losanges et des carrés noirs portant des fleurettes rouges sur fond blanc ou blanches sur fond noir. Un autre fragment de forme irrégulière (1,10 × 0,90 m dans ses plus grandes dimensions) montre une portion de bordure de rangée d’entrelacs de à deux brins, l'un noir, rouge, rose, blanc croisé avec un brin noir, brun, jaune, blanc et noir. Le bord extérieur imitait un dallage. Les éléments de dessin retrouvés correspondent selon Henri Stern à la facture lyonnaise des IIe et IIIe siècles, connue par d’autres mosaïques lyonnaises,.

## Description

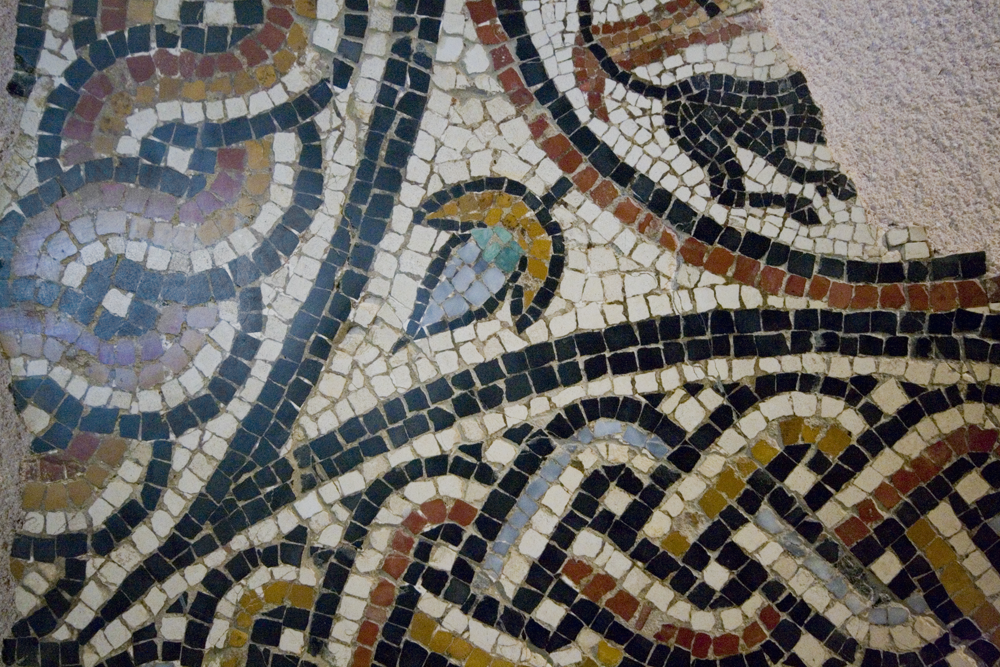
Détails subsistant dans le médaillon central.

Le fragment de forme à peu près parallépipédique mesure 1,26 m de hauteur pour 0,60 m à la base. Il est constitué de cubes d’un centimètre carré et d'un demi-centimètre d'épaisseur. Il montre un décor géométrique sur fond blanc formé de demi-cercles tracés en noir bordés d’entrelacs à deux brins (l’un noir, bleu, blanc, noir, l’autre noir, jaune, blanc, noir). Un des demi-cercles s’orne d’une flûte de Pan. Le médaillon central est très mutilé, on ne distingue qu’une feuille et un arrière-train d’animal noir, peut-être un félin,. 
L’ensemble du décor s’inscrivait dans un carré bordé d’une bande noire et blanche, de 2,40 m de côté selon l’estimation d’Amable Audin.